# صادق (مغن راب)
صادق (بالفرنسية Sadek) المولود صادق بورقيبة عام 1991 ومعروف أيضا بأسماء ثانية مثل Johnny Niuuum و Sadek Niuum رابر فرنسي من أصل تونسي.
بدأ حياته الفنية بمسابقات الـ «فري ستايل» الحرة (freestyle) في باريس حيث نال شهرة مهمة، وخصوصا بعد أدائه خلال مباريات كرة الشوارع (streetball). حاز على انتباه Mokobé وتعاون مع منظم الحفلات Hammadoun Sidibé.
نجاحه الفني كرّس بإصدار الـ الشريط المخطلط (Mixtape) بعنوان La légende de Johnny Niuuum عام 2012 تلاه نجاح أكبر مع ألبومه Les frontières du réel عام 2013 محتلا المرتبة 29 من لائحة الألبومات الرسمية في فرنسا المعروفة بـ SNEP.
عام 2015 أصدر Mixtape ناجح بعنوان Johnny Niuuum ne meurt jamais والذي وصل إلى المرتبة 18 على لائحة SNEP. أواخر 2015 أصدر سلسلة أغان راب تحت عنوان Roulette Russe تحضيرا لمشروعه الجديد وألبومه المرتقب Nique le Casino.
يتناول في أغانيه وضع الشباب من أصول عربية وأفريقية وشباب الأقليات خصوا في الضواحي ومن أهم أغنياته "Banlieue" كما يتطرق في أغانيه إلى ثقافة المخدرات والسلاح والموت، وهو مصير العديد من الشباب الفرنسي من الأقليات.

## وصلات خارجية
- صادق على موقع IMDb (الإنجليزية)
- صادق على موقع ألو سيني (الفرنسية)
- صادق على موقع ميوزك برينز (الإنجليزية)
- صادق على موقع أول ميوزيك (الإنجليزية)
- صادق على موقع ديسكوغز (الإنجليزية)

- الموقع الرسمي